# 迪西山
46°47′30.5″N 8°49′38.8″E / 46.791806°N 8.827444°E

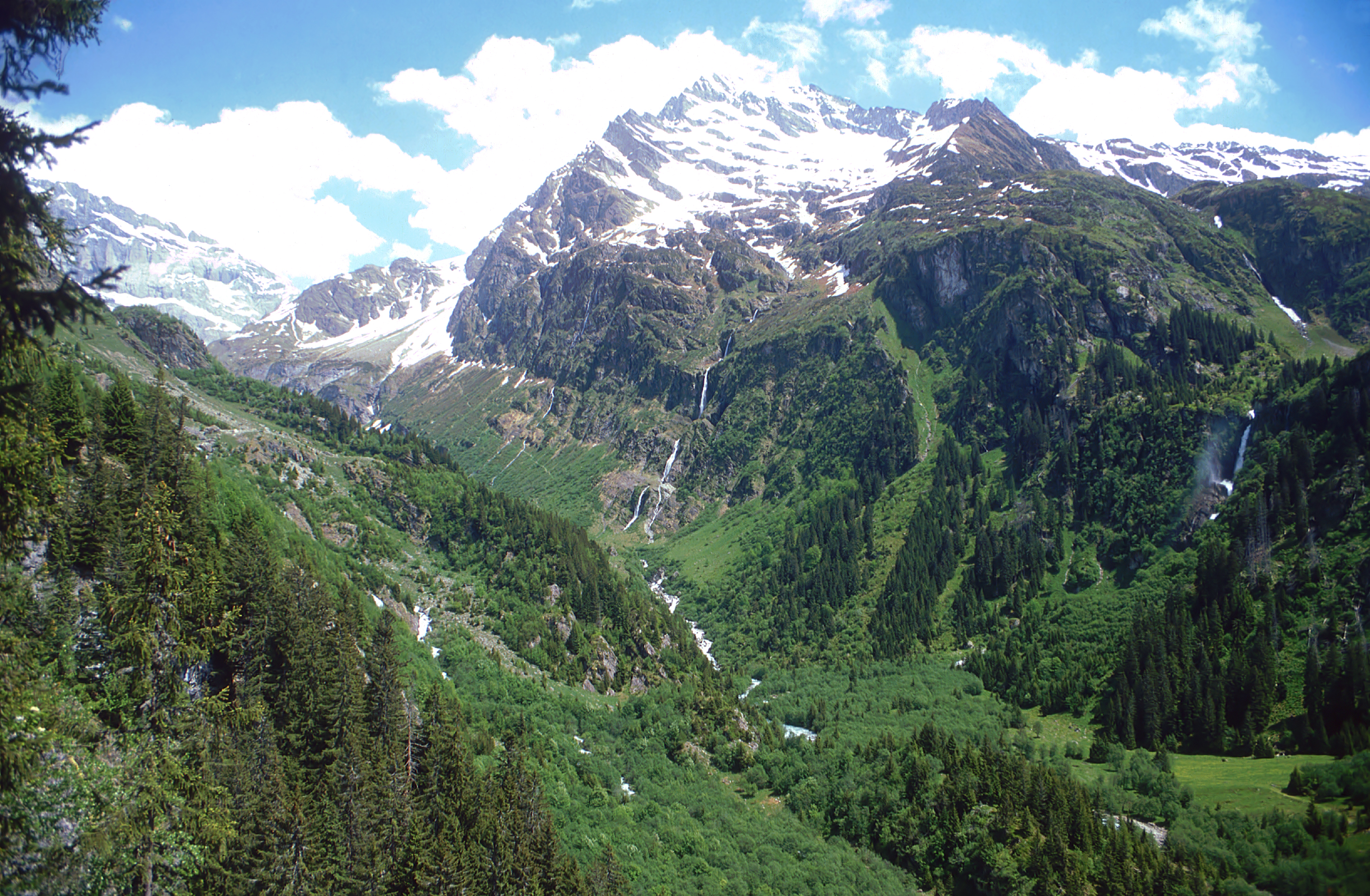

迪西山（Gross Düssi），是瑞士的山峰，位於該國東南部，處於格勞賓登州和烏里州之間接壤的邊界，屬於格拉魯斯山的一部分，海拔高度3,256米，每年平均降雨量2,385毫米。

## 外部連結
- Gross Düssi on Summitpost （页面存档备份，存于）
- Düssi on Hikr （页面存档备份，存于）